# Julian Luxford
|  | Sammenskrivningsforslag Artiklen Julian Luxford er foreslået føjet ind i Polychronicon. (Siden april 2021) Diskutér forslaget |

Julian Luxford (født 1967) er en britisk doktor i middelalderhistorie ved University of St. Andrews i Skotland.
Luxford er kendt for at have fundet et muligt bevis for Robin Hoods eksistens i historiebogen Polychronicon.